# Jesse Douglas
Jesse Douglas (3 de julio de 1897 - 7 de octubre de 1965) fue un matemático estadounidense. Nació en Nueva York, en una familia de raíces judías, y asistió a la Universidad de Columbia entre 1920 y 1924. Fue uno de los ganadores de la primera entrega de la Medalla Fields, otorgada en 1936. Se le premió por la resolución del problema de Plateau en 1930, que versa sobre si existe una superficie minimal acotada para una curva de Jordan. El problema, irresoluto desde 1769, cuando Lagrange lo planteó, forma parte del cálculo de variaciones. Douglas también contribuyó significativamente al problema inverso del cálculo de variaciones. En 1943 la Sociedad Estadounidense de Matemáticas le otorgó el Premio Bôcher.
Douglas llegó a ser profesor en el City College of New York (también conocido como CCNY), donde enseñó hasta su muerte. En su estancia en el CCNY sólo ofreció cursos de pregrado, estando bajo su cargo la cátedra de Cálculo Avanzado. Estudiantes de segundo año (y estudiantes avanzados de primer año) tuvieron el privilegio de recibir su introducción al análisis real de un galardonado con la medalla Fields.

## Artículos más relevantes
- Douglas, Jesse (1931). «Solution of the problem of Plateau». Trans. Amer. Math. Soc. 33 (1): 263-321.
- Douglas, Jesse (1939). «Green's function and the problem of Plateau». American Journal of Mathematics 61: 545—589.
- Douglas, Jesse (1939). «The most general form of the problem of Plateau». American Journal of Mathematics 61: 590-608.
- Douglas, Jesse (1939). «Solution of the inverse problem of the calculus of variations». Proceedings of the National Academy of Sciences 25: 631-637.